# Coupe d'Espagne de cyclo-cross 2020
Navigation
2019 2021
La Coupe d'Espagne de cyclo-cross 2020 est la 5e édition de la Coupe d'Espagne de cyclo-cross. Elle est composée de 4 manches : la première à Sueca, le 11 octobre 2020, et la dernière à Valence, le 13 décembre 2020.

## Hommes élites

### Résultats
| # | Date        | Lieu                                                        | Vainqueur                                   | Deuxième                                    | Troisième                                   | Leader du classement général |
| - | ----------- | ----------------------------------------------------------- | ------------------------------------------- | ------------------------------------------- | ------------------------------------------- | ---------------------------- |
| 1 | 11 octobre  | Sueca (XX Trofeu de ciclo-cross ciutat de Sueca)            | Felipe Orts                                 | Iván Feijoo                                 | Kevin Suárez                                | Felipe Orts                  |
| 2 | 15 novembre | Alcobendas (IX Ciclocross Ciudad De Alcobendas Enbici)      | Annulé en raison de la pandémie de covid-19 | Annulé en raison de la pandémie de covid-19 | Annulé en raison de la pandémie de covid-19 | Felipe Orts                  |
| 3 | 12 décembre | Xativa (V Ciclo-cross de Xativa)                            | Felipe Orts                                 | Kevin Suárez                                | David Menut                                 | Felipe Orts                  |
| 4 | 13 décembre | Valence (XXIII Ciclocross Internacional Ciudad de Valencia) | Felipe Orts                                 | Kevin Suárez                                | Mattéo Vercher                              | Felipe Orts                  |

### Classement
|    | Coureur           | Points |
| -- | ----------------- | ------ |
| 1  | Felipe Orts       | 75     |
| 2  | Kevin Suárez      | 56     |
| 3  | Mario Junquera    | 34     |
| 4  | David Menut       | 30     |
| 5  | Gonzalo Inguanzo  | 30     |
| 6  | Mattéo Vercher    | 25     |
| 7  | Luke Verburg      | 21     |
| 8  | Iván Feijoo       | 20     |
| 9  | Valentin Guillaud | 19     |
| 10 | Quentin Navarro   | 16     |

## Femmes élites

### Résultats
| # | Date        | Lieu                                                        | Vainqueur                                   | Deuxième                                    | Troisième                                   | Leader du classement général |
| - | ----------- | ----------------------------------------------------------- | ------------------------------------------- | ------------------------------------------- | ------------------------------------------- | ---------------------------- |
| 1 | 11 octobre  | Sueca (XX Trofeu de ciclo-cross ciutat de Sueca)            | Lucía González                              | Sandra Alonso                               | Aida Nuño Palacio                           | Lucía González               |
| 2 | 15 novembre | Alcobendas (IX Ciclocross Ciudad De Alcobendas Enbici)      | Annulé en raison de la pandémie de covid-19 | Annulé en raison de la pandémie de covid-19 | Annulé en raison de la pandémie de covid-19 | Lucía González               |
| 3 | 12 décembre | Xativa (V Ciclo-cross de Xativa)                            | Lucía González                              | Lauriane Duraffourg                         | Aida Nuño Palacio                           | Lucía González               |
| 4 | 13 décembre | Valence (XXIII Ciclocross Internacional Ciudad de Valencia) | Lucía González                              | Aida Nuño Palacio                           | Olivia Onesti                               | Lucía González               |

### Classement
|    | Coureuse                  | Points |
| -- | ------------------------- | ------ |
| 1  | Lucía González            | 75     |
| 2  | Aida Nuño Palacio         | 52     |
| 3  | Sara Bonillo              | 36     |
| 4  | Marlène Morel-Petitgirard | 30     |
| 5  | Sandra Alonso             | 29     |
| 6  | Paula Suárez Chasco       | 29     |
| 7  | Lauriane Duraffourg       | 27     |
| 8  | Sofia Rodríguez           | 21     |
| 9  | Irene Trabazo             | 21     |
| 10 | Laura Porhel              | 16     |